# Kufonisi
Kufonisi (gr. Κουφονήσι) – grecka niezamieszkana wyspa położona 4 km od wybrzeży Krety, w administracji zdecentralizowanej Kreta, w regionie Kreta, w jednostce regionalnej Lasiti, w gminie Sitia. Długość wyspy wynosi 6 km i około 5,5 km szerokości. Łączna powierzchnia wyspy wynosi 5,25 km². Na wyspie znajdują się ruiny starożytnego teatru oraz budynków, które pochodzą z czasów rzymskich. Wyspa nie posiada wielu atrakcji turystycznych z wyjątkiem ruin oraz łaźni. Podczas sezonu letniego na wyspę można dotrzeć za pomocą łodzi pływających z oddalonego o 18 km portu Makrygialos, znajdującego się na wyspie Kreta.